# Предславич Леонід Юліанович
Леоні́д Юліа́нович Предсла́вич (нар. 1897 — † 1960, Харків) — український театральний актор, режисер, драматург, лібретист, дослідник і збирач фольклору, вихованець Леся Курбаса, організатор і керівник низки робітничо-селянських театрів.

## Життєпис
Леонід Предславич народився 1897 року.
У молодому віці виступав на сценах театрів Леся Курбаса: «Молодий Театр» (від 1917) і «Кийдрамте» (1920-1921) у Києві.
У Молодому театрі також викладав акторам естетичну гімнастику, виразний жест і фехтування.
Був організатором і художнім керівником пересувних робітничо-селянських театрів в 0десі (Одеський перший український робітничо-селянський театр, 1924), Кропивницькому (1926), Харкові (1927).
Одеський театр, мандруючи селами Одеської області, тільки за перший місяць показав 22 вистави, на яких були присутні більше 10 тис. глядачів.
Трупа кропивницького пересувного робітничо-селянського театру ім. Шевченка, створеного в 1926 році, включала як професійних акторів так і працівників машинобудівного заводу. Леонід Предславич був першим керівником цього театру, на базі якого згодом був створений Чернігівський музично-драматичний театр ім. Т. Шевченка.
У Харкові разом з Леонідом Болобаном скеровував сценічний колективізм Гуртка Аматорів Робітничого Театру (ГАРТ).
1945—1950 — режисер Закарпатського українського театру в Ужгороді.
Пішов з життя 1960 року у Харкові.

## Ролі
- Дункан, Ментіс («Макбет» В. Шекспіра),[5] Кийдрамте, 1920
- Тейрезій («Цар Едіп» Софокла)

## Твори Л. Предславича
- «Реве та стогне Дніпр широкий» (у співавторстві з Л. Болобаном). П'єса на 3 дії за мотивами народних легенд і творів Т. Г. Шевченка. — 1939
- «Ой, піду я в Бориславку» (у співавторстві з Л. Болобаном). Драма в 4-х д., 7-ми карт. За мотивами творів І. Франка.
- Лібрето до оперети Д. Клебанова «Паливода»
- Лібрето до опери К. Данькевича «Назар Стодоля» (за Т. Шевченком)
- Болобан Л., Предславич, Л. Ріпники. (Дві картини з однойменної п'єси, написаної за мотивами «Бориславських оповідань» І. Франка)
- Предславич Л. Мистецька самодіяльність на Україні (принципи організації та керівництва) // Література і мистецтво. – Київ, 1944. — № 15(66)
- Предславич Л. «Мар'яна» — драматичний етюд у 2-х картинах
- Предславич Л. «Хлібороб» по-американськи (комедія на 2 дії), за М. Твеном. — 1927, «Сільський Театр», № 12(22), с. 3-18
- Предславич Л. «Коммольці» в трьох театрах // Радянський театр. — 1930. — № 3. — c. 86
- Предславич Л. «Пісня сміливих і сильних духом». П'єса на 4 дії, 7 картин
- Предславич Л. Переклад твору Лопе де Веґа «Овеча криниця» // «Сільський театр». — 1928, № 06(28)
- Предславич Л. Ю. Пересувний робітничо-селянський театр. — 1928
- Предславич Л. Міжнародне робітниче театральне об'єднання (МРТО) // Радянський театр, 1931, № 1-2. — с. 52-61 [Архівовано 5 березня 2016 у Wayback Machine.]elib.nplu.org